# Giovanni Pacini
Giovanni Pacini fue un compositor italiano nacido en Catania el 17 de febrero de 1796 y fallecido en Pescia el 6 de diciembre de 1867.

## Biografía
Hijo de Luigi Pacini, un cantante toscano que, por su profesión, se veía obligado a desplazarse de una ciudad a otra, Giovanni Pacini nació accidentalmente en Catania, ciudad en la que seis años más tarde nacería el compositor belcantista Vincenzo Bellini.
A la edad de doce años comenzó a estudiar canto y contrapunto en Bolonia, componiendo antes de los dieciocho años pequeñas óperas cómicas que tuvieron algún éxito, pero solo en 1817 con la ópera Adelaide e Comingio, actuó en el Teatro Re de Milán, con gran éxito. Comenzaba así su larga carrera en el mundo de la ópera que le llevaría durante medio siglo a componer casi noventa obras superando a cualquier otro músico. 
Trasladado a Roma, empezó a trabajar con Gioachino Rossini, quien dijo con respecto a Pacini: “Dios nos ayudase si realmente supiese música, pues nadie podría resistírsele”. Posteriormente se trasladaría a Viareggio. 
En 1827 viajó a Viena y París, pero con poco éxito. Después del fracaso obtenido en el Teatro La Fenice, en Venecia con Carlos de Borgoña, se retiró a Viareggio para centrarse en la enseñanza. 
En 1837 fue nombrado maestro de capilla de Lucca. Después de una pausa de unos seis años, volvió a componer y obtuvo un gran éxito con las obras de Safo, ópera donde se percibe la influencia de Verdi, Medea en Corinto, Buondelmonte y otras. Sin embargo, siguió enseñando en Viareggio en una escuela musical fundada por él. 
En 1857 se trasladó a Pescia, donde pasó los últimos años de su vida siendo enterrado en la Pieve dei Santi Bartolomeo e Andrea. Sus dos últimas óperas fueron Rolandino di Torresmondo (1858) y Belfagor (1861), y en 1865 escribió su autobiografía, titulada Le mie memorie artistiche (Mis memorias artísticas).
A pesar de su injustamente olvidado gran legado operístico, el Teatro de la ciudad de Pescia lleva hoy su nombre para rendirle tributo.

## Órdenes y cargos

### Órdenes
- 1827: Caballero de la Orden de la Espuela de Oro.[3][4][5] (Estados Pontificios)
- 6 de junio de 1860: Oficial de la Orden de los Santos Mauricio y Lázaro.[6][7] (Reino de Cerdeña)
- Caballero de gracia de la Orden de San Esteban.[8][9] (Gran Ducado de Toscana)
- Caballero de la Orden de San José.[10][5] (Gran Ducado de Toscana)
- 24 de junio de 1840: Caballero de segunda clase de la Decoración del Mérito bajo el título de San Luis.[11][12][4][5] (Ducado de Lucca)
- 1848: Caballero de cuarta clase de la Orden del Águila Roja.[5][13] (Reino de Prusia)
- 1851: Caballero de la Orden imperial de la Rosa.[14] (Imperio del Brasil)

### Cargos
- 1837: Maestro-director de la Real Capilla de Música de la Corte del Ducado de Lucca.[15][16]
- 1837: Director de la Real Institución Musical del Ducado de Lucca.[16]
- Director honorario de las Escuelas de Música de Florencia.[8][17]
- 1827: Académico correspondiente de la Real Academia de Bellas Artes de Nápoles.[18][4]

## Obra
- L'escavazione del tesoro (Farsa para música en un acto, con libreto de Francesco Marconi, Teatro dei Ravvivati (después Teatro Rossi), Pisa, 18 de diciembre de 1814)
- Adelaide e Comingio (Melodrama semiserio en dos actos, libretto de Gaetano Rossi, Teatro Rè, Milán, 30 de diciembre de 1817)
- Il Barone di Dolsheim (Melodrama en dos actos, libretto de Felice Romani, Teatro alla Scala, Milán, 23 de septiembre de 1818)
- La sposa fedele (Melodrama semiserio en dos actos, libretto de Gaetano Rossi, Teatro San Benedetto, Venecia, 14 de enero de 1819)
- Il falegname di Livonia (Teatro alla Scala, Milán, 12 de abril de 1819)
- Vallace, o L'eroe scozzese (Teatro alla Scala, Milán, 14 de febrero de 1820)
- La sacerdotessa d'Irminsul (Teatro Grande, Trieste, 11 de mayo de 1820)
- La schiava in Bagdad, ossia il papucciajo (Teatro Carignano, Turín, 28 de octubre de 1820)
- La gioventù di Enrico V (Teatro Valle, Roma, 26 de diciembre de 1820)
- Cesare in Egitto (Teatro Argentina, Roma, 26 de diciembre de 1821)
- La Vestale (Teatro alla Scala, Milán, 6 de febrero de 1823)
- Alessandro nell'Indie (Teatro San Carlo, Nápoles, 29 de septiembre de 1824)
- L'ultimo giorno di Pompei (Drama serio para música, libretto de  Andrea Leone Tottola, Teatro San Carlo, Nápoles, 19 de noviembre de 1825)
- Gli arabi nelle Gallie (Teatro alla Scala, Milán, 8 de marzo de 1827)
- Il Corsaro (Teatro Apollo, Roma, 15 de enero de 1831)
- Don Giovanni Tenorio, o Il convitato di pietra, estrenada en 1832.
- Carlo di Borgogna (Teatro la Fenice de Venecia, 21 de febrero de 1835)
- Saffo (Tragedia lírica, libretto de Salvatore Cammarano, Teatro San Carlo, Nápoles, 29 de noviembre de 1840)
- La fidanzata corsa (Teatro San Carlo, Nápoles, 10 de diciembre de 1842)
- Maria regina d'Inghilterra (Teatro Carolino, Palermo, 11 de febrero de 1843)
- Medea (Teatro Carolino, Palermo, 28 de noviembre de 1845)
- Lorenzino de' Medici (Tragedia lírica, libretto de Francesco Maria Piave, Teatro La Fenice, Venecia, 4 de marzo de 1845)
- Bondelmonte (Tragedia lírica, libretto de Salvatore Cammarano, Teatro alla Pergola, Florencia, 18 de enero de 1845)
- Il Cid (Teatro alla Scala, Milán, 12 de marzo de 1853)
- Il saltimbanco (Drama lírico, libretto de Giuseppe Checchetelli, Teatro Argentina, Roma, 24 de mayo de 1858)
- Rolandino di Torresmondo (1858 Teatro San Carlo, Nápoles),
- Belfagor (Teatro alla Pergola, Florencia, 1 de diciembre de 1861)